# Хумореска
Хумореска је врста новеле или кратке приче која се одликује ведрином хумора, веселошћу и једноставношћу обраде. За разлику од сатире, која подразумјева шибање порока и оштрину става према њима, и гротеске, која карикатурално и са подцртавањем црним хумором изобличује одређене појаве, хумореска увијек задржава забава тон и представља своју садржину у оптимистичком, шаљивом свјетлу. 
Хумореска је такође жанр инструменталне музике који се развијао у доба романтизма. Његовали су је Роберт Шуман и Антоњин Дворжак у својих Осам хуморески из 1894. године. 